# Kurów Mały
Kurów Mały (niem. Klein Kauer) – wieś w Polsce położona w województwie dolnośląskim, w powiecie głogowskim, w gminie Jerzmanowa.

## Podział administracyjny
W latach 1975–1998 miejscowość położona była w województwie legnickim.

## Środowisko naturalne
Wieś znajduje się w obrębie mikroregionu Grzbiet Dalkowski, wchodzącego w skład mezoregionu Wzgórza Dalkowskie.

## Nazwa
Według niemieckiego Heinricha Adamy'ego nazwa miejscowości wywodzi się od polskiej nazwy ptaka domowego "kury" -"von kur, kura, kogut, kokosz = Hahn und Henne". W swoim dziele o nazwach miejscowych na Śląsku wydanym w 1888 roku we Wrocławiu jako najwcześniejszą nazwę miejscowości wymienia ją w polskiej formie - "Kurów" podając jej znaczenie "Huhndorf" czyli po polsku "Miejscowość kur".
Podobny wywód znaczenia podaje także śląski pisarz Konstanty Damrot w swojej pracy o śląskim nazewnictwie z 1896 roku wydanej w Bytomiu. Wymienia dwie nazwy: obecnie funkcjonującą, polską "Kurów" oraz niemiecką "Kauer" cytując również nazwę "Curow" pod jaką wieś została zanotowana w łacińskich dokumentach z roku 1376. Niemcy początkowo zgermanizowali nazwę miejscowości na Kauer, a później na Klein Kauer w wyniku czego utraciła ona swoje pierwotne znaczenie. 
W księdze łacińskiej Liber fundationis episcopatus Vratislaviensis (pol. Księga uposażeń biskupstwa wrocławskiego) spisanej za czasów biskupa Henryka z Wierzbna w latach 1295–1305 miejscowość wymieniona jest w zlatynizowanej formie Curow.